# Earth man blues
Earth man blues is het 33e studioalbum van de Amerikaanse indierockband Guided by Voices. Het album werd uitgebracht op 30 april 2021 en was het eerste album van de band in 2021. Travis Harrison verzorgde de productie en het afmixen.

## Productie
Het album werd op 22 februari 2021 door frontman Robert Pollard aangekondigd in het muziektijdschrift Rolling Stone. Earth man blues bevat een aantal nummers en demo's die nooit eerder op album verschenen. Pollard omschreef het werk als "a collage of rejected songs". De opnames vonden plaats in de studio Magic Door. De mastering werd uitgevoerd bij Take Out Vinyl en West West Side Music.

## Ontvangst
Volgens Fred Thomas van AllMusic verkent frontman Robert Pollard met het album "the weirder corners of his mind in between delivering more straightforward power pop banger". Thomas is van mening dat het album zich licht weet te onderscheiden van voorgaande albums vanwege de overvloed aan hooks en de neiging om de nummers nog verder "off the deep end" te nemen. Brenna Ehrlich van Rolling Stone noemde Earth man blues mogelijk het beste album van Guided by Voices sinds Alien lanes (1995). Ehrlich merkte in haar recensie op dat het album "squarely hits all the marks that make Guided By Voices great — again and again and again".

## Tracklist
Alle muziek en teksten zijn geschreven door Robert Pollard. 
| Nr. | Titel                         | Duur |
| --- | ----------------------------- | ---- |
| 1.  | Made man                      | 1:22 |
| 2.  | The disconnected citizen      | 3:12 |
| 3.  | The Batman sees the ball      | 3:18 |
| 4.  | Dirty kid school              | 2:56 |
| 5.  | Trust them now                | 2:21 |
| 6.  | Lights out in Memphis (Egypt) | 5:41 |
| 7.  | Free agents                   | 2:00 |
| 8.  | Sunshine girl hello           | 2:25 |
| 9.  | Wave starter                  | 1:34 |
| 10. | Ant repellent                 | 2:36 |
| 11. | Margaret middle school        | 1:10 |
| 12. | I bet hippy                   | 2:30 |
| 13. | Test pilot                    | 1:30 |
| 14. | How can a plumb be perfect?   | 2:59 |
| 15. | Child's play                  | 1:38 |

## Bezetting
- Robert Pollard, zang
- Doug Gillard, gitaar
- Bobby Bare jr., gitaar
- Mark Shue, bas
- Kevin March, drums